# Victoria Sin
Victoria Sin (Friburgo; 26 de junio de 1979) es una ex actriz pornográfica alemana.
Sin creció en un pequeño pueblo en el este de Alemania, para luego mudarse a Berlín, donde vivió por cinco años. Inició su carrera en la industria adulta en 2004 mientras aún vivía en Alemania, pero antes había sido asistente legal. Luego de un año se mudó a Los Ángeles luego que el también actor porno Sascha Koch le presentó al agente Dick Nasty. En mayo de 2008 anunció sus planes de retirarse de la industria adulta convirtiéndose en entrenadora de un gimnasio en Los Ángeles. Durante su último año de carrera fue representada por Lisa Ann.

## Premios
- 2005 Premios AVN nominada – Mejor Escena de Sexo de una Producción Extranjera – The ProfessionAnals 2[3]
- 2006 Premios AVN nominada – Mejor Escena de Sexo Lésbico, Video – Vault of Whores[4]
- 2009 Premios AVN nominada – Mejor Escena de Sexo Lésbico 3 vías – No Man's Land 43[5]
- 2009 Premios AVN nominada – Mejor Escena de Sexo Grupal – Dark City[5]
- 2009 Premios AVN nominada – Mejor Escena de Sexo Lésbico – Babes Illustrated 17[5]